# 雨海博洋
雨海 博洋（あまがい ひろよし、1924年〈大正13年〉4月21日 - 2023年〈令和5年〉6月10日）は、日本の国文学者。二松学舎大学名誉教授。

## 経歴
1924年、茨城県に生まれる。二松学舎専門学校を経て、1951年（昭和26年）早稲田大学文学部国文学科を卒業する。
卒業後は東京都立大森高等学校、東京都立富士高等学校教諭を経て、1969年より二松学舎大学文学部助教授となり、1973年より教授。1988年、二松学舎理事、1989年（平成元年）文学部長。1993～1997年には学長を務める。長年、代々木ゼミナールの古文講師として親しまれた。
2023年6月10日に死去。99歳没。

## 受賞・栄典
- 2001年（平成13年）勲三等旭日中綬章受章。

## 著書
- 『文法全解伊勢物語』 旺文社〈古典解釈シリーズ〉、1969年
- 『速読速解受験古文36 これでたりる古文』 旺文社〈大学入試速戦ブック〉、1975年10月
- 『歌語りと歌物語』 桜楓社、1976年
- 『物語文学の史的論考』 桜楓社、1991年10月

## 編著
- 『大和物語諸注集成』 桜楓社、1983年5月
- 『竹取物語』 旺文社文庫、1985年5月
- 『大和物語』 有精堂出版〈有精堂校注叢書〉、1988年3月
- 『竹取物語 現代語訳対照』 旺文社〈対訳古典シリーズ〉、1988年5月
- 『竹取物語』 旺文社〈全訳古典撰集〉、1994年7月
- 『歌語りと説話』 新典社〈新典社研究叢書〉、1996年10月
- 『源氏物語の鑑賞と基礎知識 No.4 橋姫』 (国文学「解釈と鑑賞」別冊)  至文堂、1999年1月
- 『大学入試古文総演習』増補新訂版、佐藤信雅共編著、桐原書店、2000年5月
- 『源氏物語の鑑賞と基礎知識 No.16』(国文学「解釈と鑑賞」別冊) 椎本、至文堂、2001年4月
- 『大和物語』 岡山美樹と全訳注、講談社〈講談社学術文庫〉、2006年